# Cyrilla macrocarpa
Cyrilla macrocarpa är en tvåhjärtbladig växtart som beskrevs av Berazaín. Cyrilla macrocarpa ingår i släktet Cyrilla och familjen Cyrillaceae. Inga underarter finns listade i Catalogue of Life.